# ویلی آرند
ویلی آرند (انگلیسی: Willy Arend; ۲ مهٔ ۱۸۷۶ – ۲۵ مارس ۱۹۶۴) دوچرخه‌سوار اهل آلمان بود.
وی در مسابقات کشوری و بین‌المللی در مجموع برندهٔ ۱ مدال طلا، ۱ مدال نقره، ۱ مدال برنز شده‌است.